# Suntrike
El Suntrike es un automóvil triciclo con carrocería tipo barchetta, un diseño italiano abierto para dos pasajeros, originalmente concebido para carreras. Al igual que en la barchetta, el peso y la resistencia al viento son mínimas. El propósito fue producir un vehículo fácil de conducir, diferente, económico y que permitiera un contacto directo con el ambiente. También se buscó hacerlo más espacioso y seguro que un escúter.

## Historia
El prototipo del suntrike fue desarrollado por los uruguayos Marcel Correa, Carlos Tabárez y Aldo Delepiane con un motor Minarelli de 50 centímetros cúbicos. 

## Características
- Motor: 2 tiempos, enfriado a aire
- Cilindrada: 49,2 cc
- Potencia: 4,4 HP
- Transmisión: rueda trasera motriz
- Caja de cambios: automática, y marcha atrás
- Suspensión: independiente, con amortiguadores hidráulicos con regulación de altura
- Frenos: hidráulicos de disco adelante y de campana detrás
- Llantas: delantera: aluminio 13" / trasera: acero 12"
- Neumáticos: delantero: 130 - 60 x 13" / trasero: 120 - 70 x 12"
- Chasis: tubular de acero, pintado con protección anticorrosiva por electroforesis
- Carrocería: fibra de vidrio, pintada con polituretano de alto brillo, con protector UV
- Dimensiones: 
  - Largo: 2,63 m
  - Ancho: 1,4 m
  - Alto: 1,12 m
  - Distancia entre ejes: 1,815 m
- Peso: 180 kg
- Capacidad de carga: 170 kg
- Sistema eléctrico: 12 V, equipado con tomacorriente para recarga de celulares.
- Velocidad máxima: 65 km/h
- Baúl: trasero, debajo de los asientos.
- Colores: rojo o azul cobalto.
- Opcionales: kit de motor con pistones de más diámetro (80 cc y 125 cc), capota